# Polyacme colorata
Polyacme colorata är en fjärilsart som beskrevs av W. Warren 1906. Polyacme colorata ingår i släktet Polyacme och familjen mätare. Inga underarter finns listade i Catalogue of Life.